# Dicranomyia bugledichae
Dicranomyia bugledichae là một loài ruồi trong họ Limoniidae. Chúng phân bố ở miền Australasia.